# Annachlamys striatula
Az Annachlamys striatula a kagylók (Bivalvia) osztályának fonálkopoltyúsak (Ostreoida) rendjébe, ezen belül a Pectinidae családjába tartozó faj.

## Előfordulása
Az Annachlamys striatula előfordulási területe a Csendes-óceán délnyugati részén van. Az elterjedési területe ennél északabbra csak feltételezett.

## Megjelenése
Héjának átmérője, körülbelül 60 milliméter.

## Életmódja
Tengeri kagylófaj, melynek az élőhelye az árapálytérség alatt található meg.

## Képek

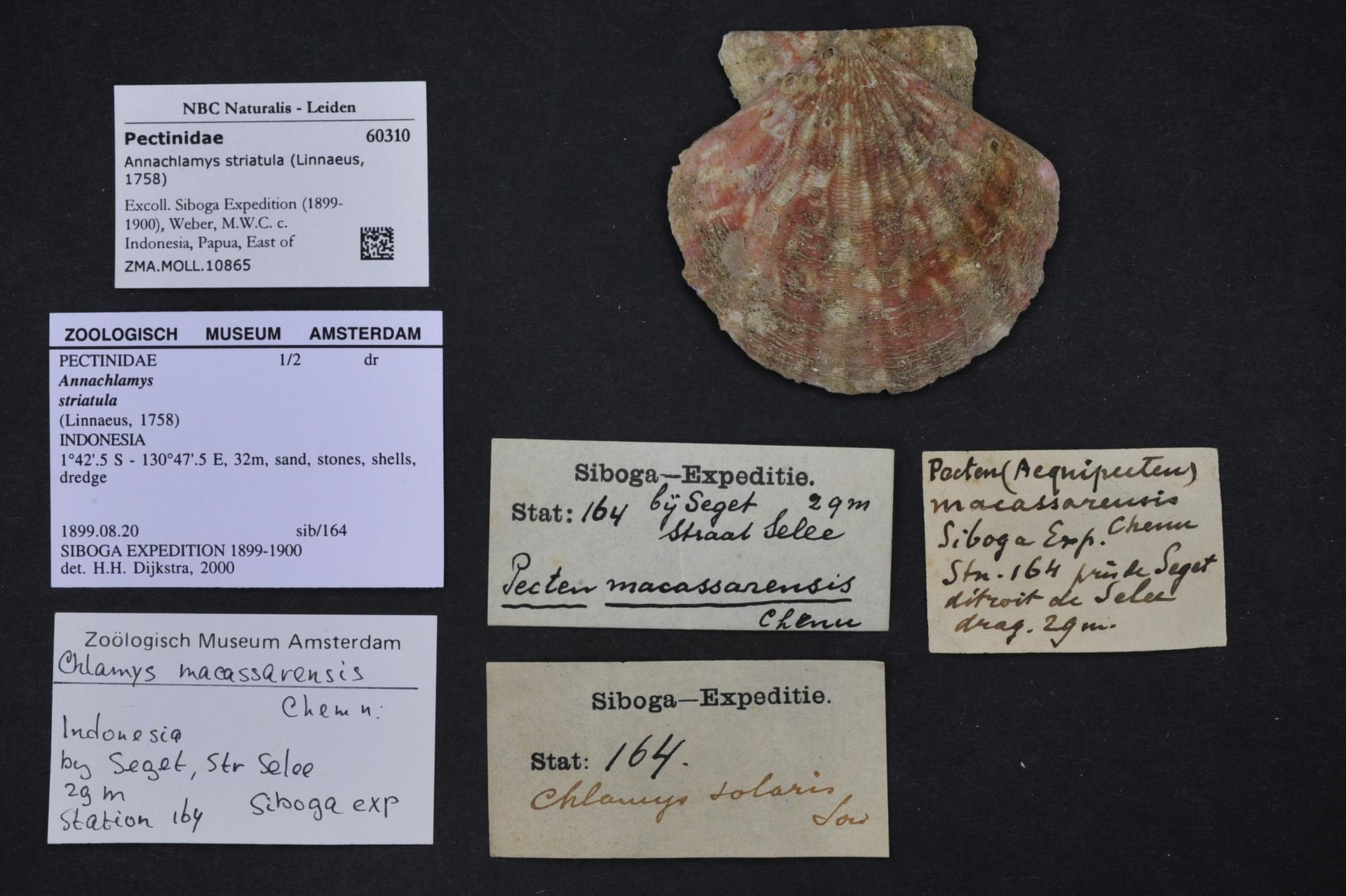
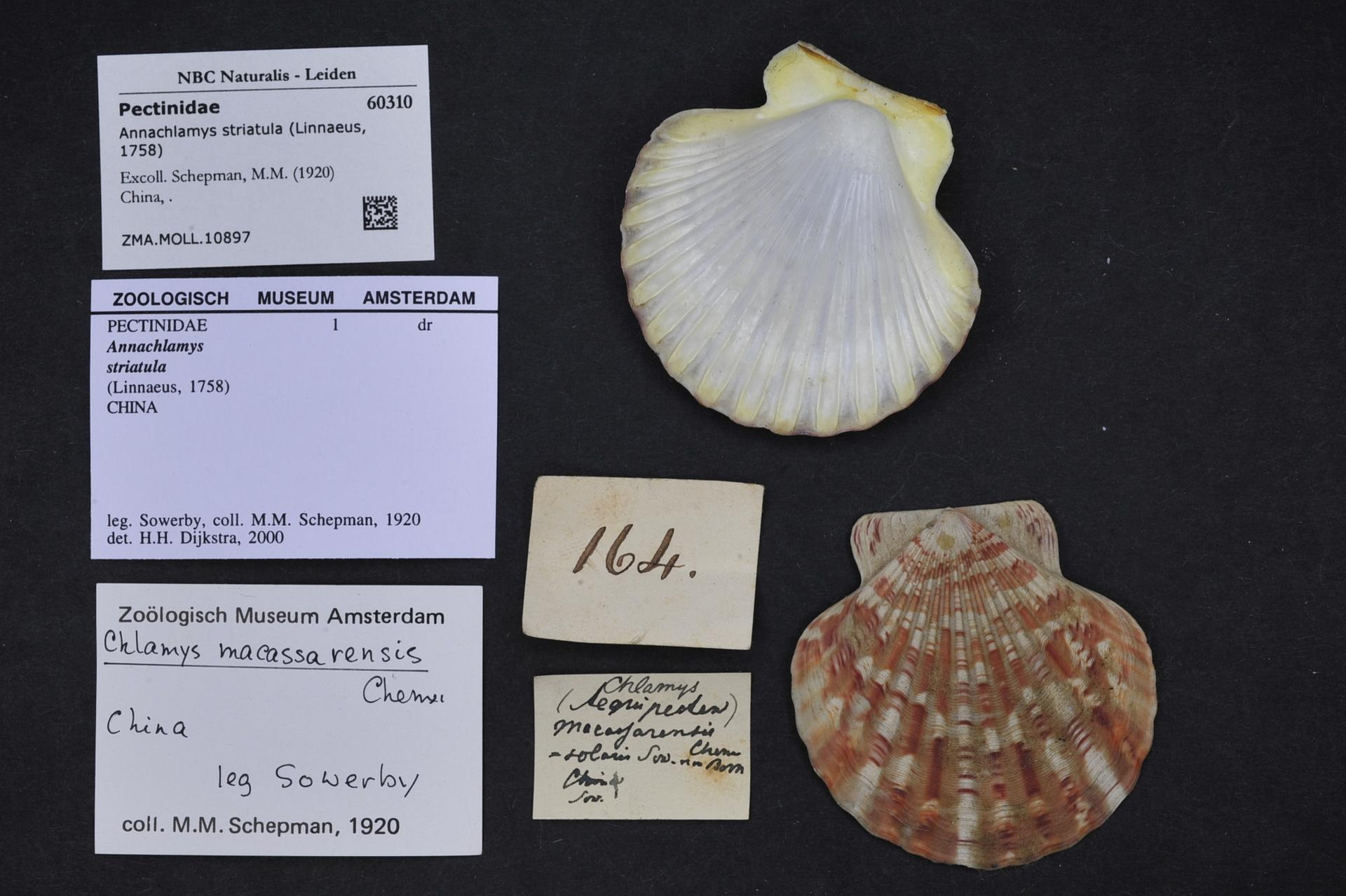
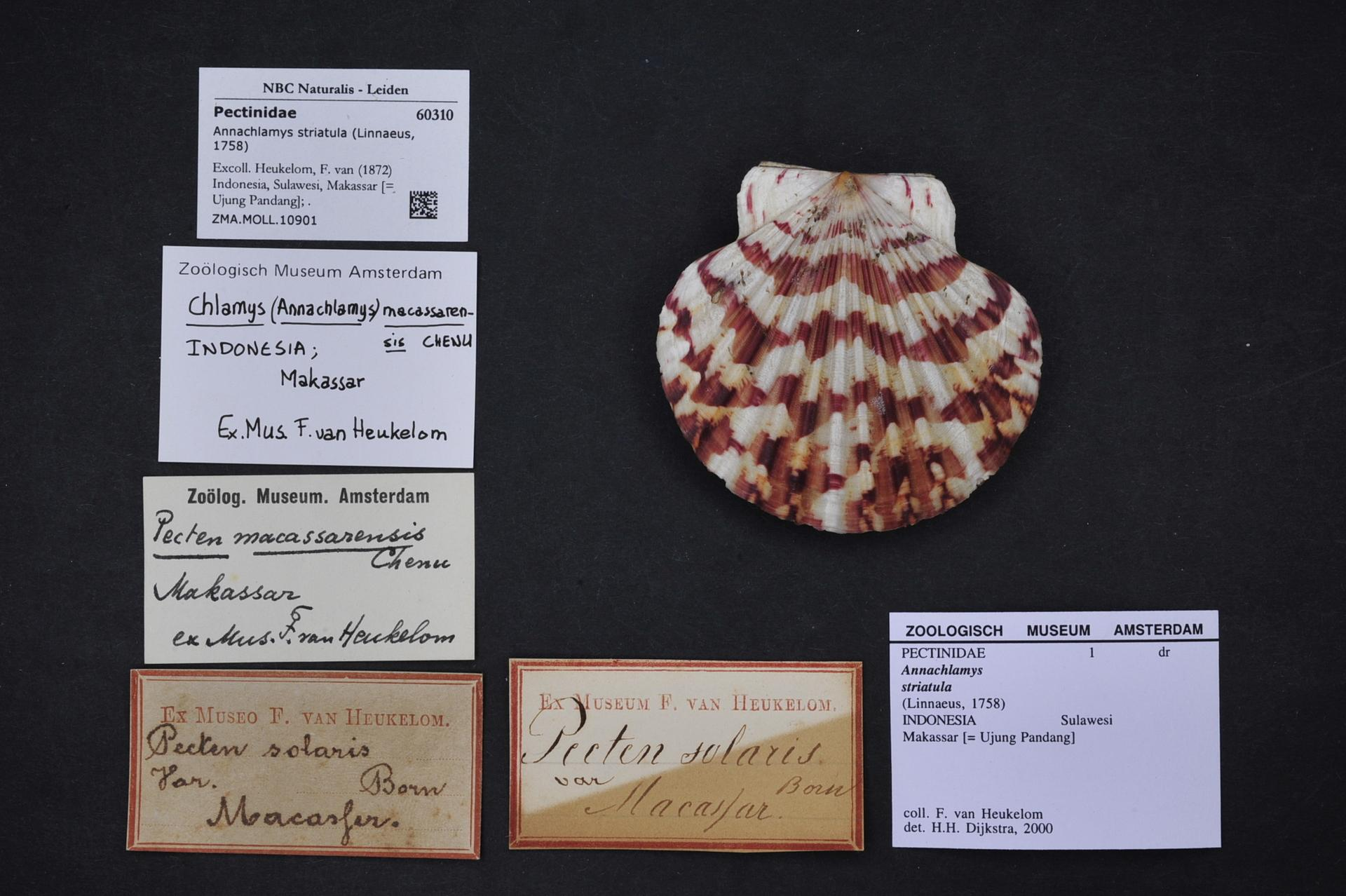